# 안살도

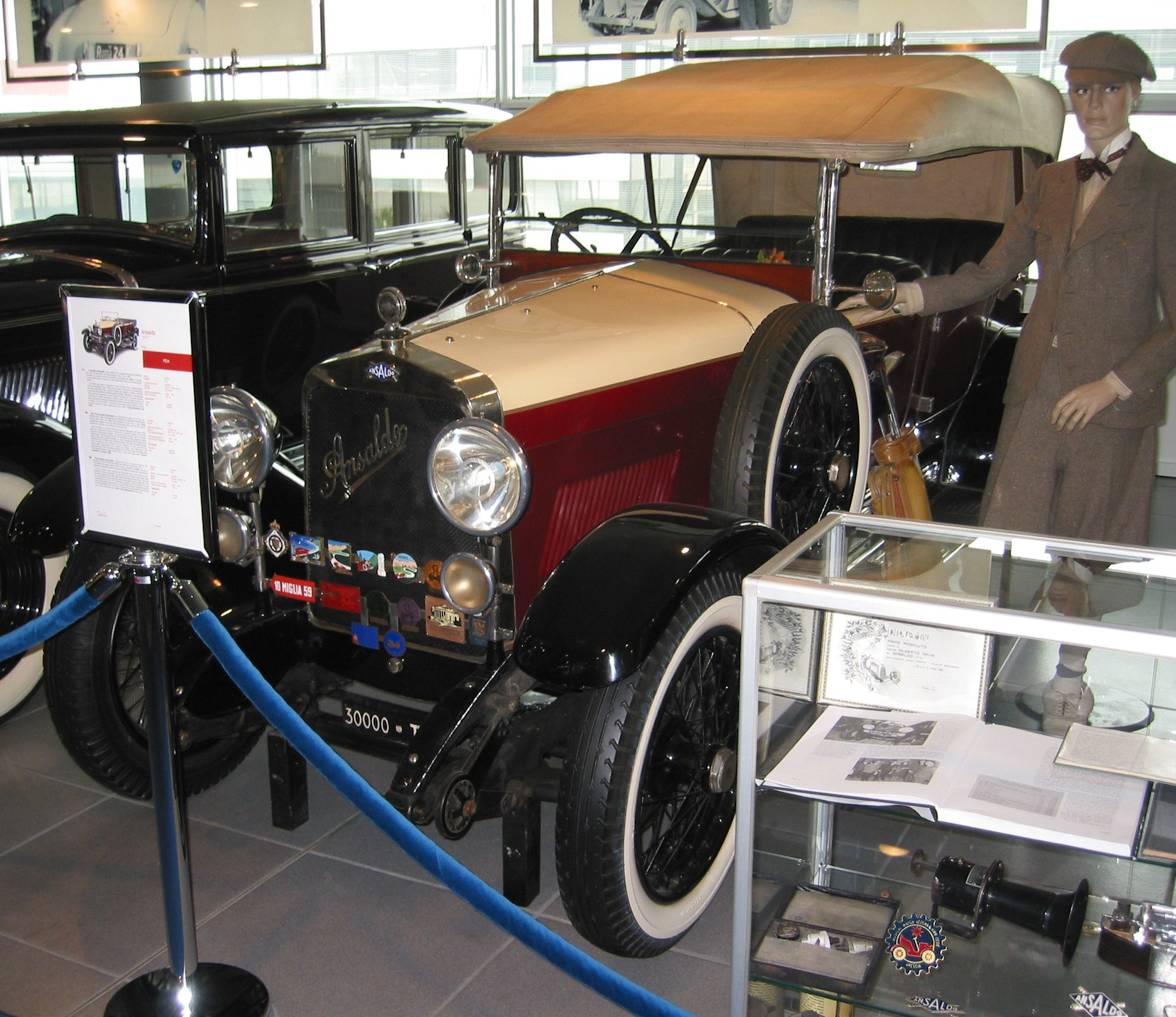

안살도(Ansaldo)는 1853년에 조반니 안살도(Giovanni Ansaldo)에 의해 이탈리아 제노아에 설립된 기계 제조 회사이다. 제2차 세계 대전 때에는 비행기, 함선 등을 제조했다. 1853년에 설립되어 140년동안 존재하다가 1993년에 핀메카니카에 흡수되었다. 현재는 레오나르도 S.p.A.가 되었고, 그 외에도 핀메카니카에서 이름을 계승한 회사가 몇 개 있다.
일본 제국 해군의 닛신과 가스가는 안살도에서 매각한 장갑순양함이다.